# World Cup Soccer (flipperspel)
| World Cup Soccer | |
|                  | |
| Tillverkare      | Midway |
| System           | Midway WPC-Security |
| Designer         | Designers: John Popadiuk, Larry DeMar Programmerare: Larry DeMar, Matt Coriale Artwork: Kevin O'Connor Mekanik: Jack Skalon Musik / Ljud: Vince Pontarelli |
| Utgivet          | Februari 1994 |
| Sålda kopior     | 8 743 (bekräftat) |

World Cup Soccer är ett flipperspel från 1994, utvecklat av Midway. Det är baserat på Världsmästerskapet i fotboll 1994. World Cup Soccer är av typen Solid State Electronic (SS). Spelet har två flippers, tre pop bumpers, två rampar, en rollunder spinner, och kickback. Raiden, från datorspelet Mortal Kombat, gästspelar i en bonusrunda.